# جو سام كوين
جو سام كوين (بالإنجليزية: Joe Sam Queen)‏ هو سياسي أمريكي، ولد في 18 يونيو 1950 في وينزفيل في الولايات المتحدة. حزبياً، نشط في الحزب الديمقراطي. وقد انتخب عضو مجلس ولاية كارولاينا الشمالية (24 يناير 2007 – 26 يناير 2011).

## وصلات خارجية
- الموقع الرسمي